# Jean Petit (escultor)

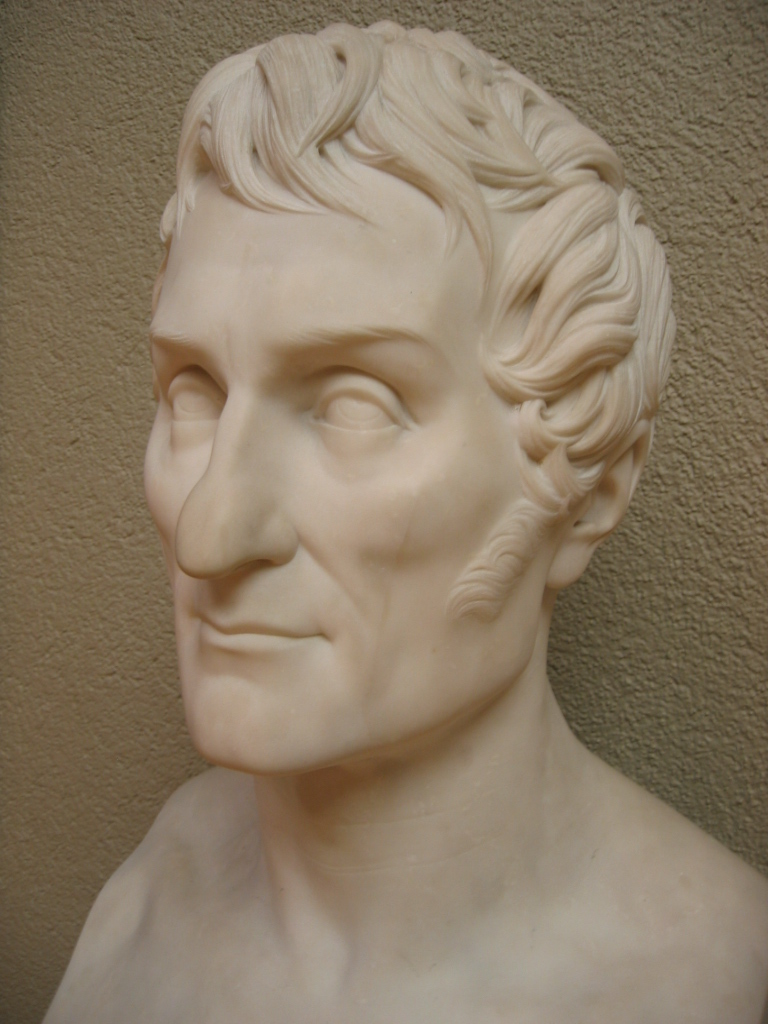
Bust de Charle Nodier per Jean Petit

Jean Petit, dit també Jean-Claude Petit, nascut a Besançon el 3 de febrer de 1819 i mort el 6 de maig de 1903 a París, va ser un escultor francès.
Jean Petit nasqué al Palais Granvelle de Besançon. El 1834, es traslladà a París on assistí als cursos de la Petite école del carrer de l'École-de-Médecine fins al 1835. Va ser alumne de David d'Angers. Sota la direcció d'ell treballà en les escultures del Panthéon. El 1838, va participar i guanyà en el concurs del prix de Rome. L'any següent obtingué un altre grand prix amb un baix relleu que representava Le Serment des sept chefs devant Thèbes. Victor Hugo va aconseguir que rebés un subsidi de Besançon (1839-1841).
Va fer busts de Charles Nodier, de Droz i de l'abbé Boisot.
Visità Itàlia a la qual considerava com la pàtria de l'art. A Roma va fer el bust del papa Pius IX.

## Treballs decoratius
Li van encarregar diverses escultures, el 1849 esculpí, per a Auguste Louis Deligand, grans estàtues per ornamentar el pont de la Concorde. També va fer per a Pierre-Charles Simart, el baix relleu de La Création de la Cour des Comptes de la tomba de Napoléó el 1857.
El 1849, realitzà l'estàtua de Jacques-Auguste de Thou que decora la façana de l'Hôtel de ville de Paris.